# موخینکا
موخینکا (به لاتین: Mukhinka) یک منطقهٔ مسکونی در روسیه است که در استان آمور واقع شده‌است.